# (2224) Tucson
(2224) Tucson (2528 P-L) – planetoida z pasa głównego asteroid okrążająca Słońce w ciągu 4,89 lat w średniej odległości 2,88 au. Odkryta 24 września 1960 roku.